# Cantalojas
Cantalojas è un comune spagnolo di 135 abitanti (2022) situato nella comunità autonoma di Castiglia-La Mancia.